# Dansk kultur
Dansk kultur er et begreb, som anvendes i adskillige, ofte modstridende betydninger. For det første er der forskellige definitioner på begrebet kultur, der både kan anvendes som gruppebetegnelse og som identificeringsbetegnelse. Begrebet kan yderligere differentieres i:
- Kultur som forskelle mellem mennesker (eller grupper af mennesker)
- Kultur som betydningssystemer
- Kultur som praksisfelt[1]

Dernæst kan "dansk" forstås både som handlerummet (kulturen i Danmark) og som en særlig referenceramme (danskhed; dansk national identitet).

## Begreber og afgrænsninger

### Dansk
Begrebet dansk har noget at gøre med Danmark, der historisk og folkeretlig er et begreb, der rummer tre forskellige betydninger:
- Danmark
- Det danske Rige
- Det danske Monarki

Det danske Rige består af tre nationer, nemlig Danmark, Færøerne og Grønland. Danmark er en forholdsvis "ren" nationalstat med høj grad af homogenitet i befolkningen samtidig med, at Danmark er en multinational stat, der inden for sine grænser rummer mangfoldighed af etniske minoriteter. Migrationsprocessen i Danmark har ændret sig, hvor der i år 1974 var 90.000 bosiddende i Danmark uden dansk statsborgerskab sammenlignet med 260.000 mennesker i år 2000.

### Kultur
Et forsøg på en operationel definition af kultur er følgende:
"Kultur består af de samlede værdier, viden og holdninger som karakteriserer et samfund eller et individ i deres egen historiske og geografiske kontekst."  Et andet, kortfattet bud på en definition lyder: "Fælles praksis (adfærd) og anskuelser hos en gruppe individer."
Set i dette perspektiv heraf omfatter dansk kultur i sin bredeste fortolkning danskernes værdier, holdninger, vaner, skikke og traditioner eller de særlige forhold, som forstås som danskhed. I debatten om begrebet er der dog også nogle eksperter, som advarer mod at definere begrebet, fordi det i praksis er umuligt præcist at afklare, hvad der adskiller den "danske kultur" fra andre kulturer.
Set i den snævrere betydning kan dansk kultur inddeles i to hovedgrupper:
1. dansk kunst, hvorved forstås litteratur, musik, billed- og skulpturkunst, bygningskunst, balletter, skuespil, filmkunst og lignende. Kulturkanonen fra 2006, som koncentrerer sig om disse emner, blev udarbejdet med det formål, "at vi ikke glemmer vores fælles kulturhistorie -og hvordan den altid har været en del af en bredere international kultur."[7]
2. dansk folkekultur, hvorunder falder folkedans, egnsdragter, tekstil- og vævekunst, traditionel byggeskik, redskabskultur (så som husflid og flere håndværk, desuden arbejdsvogne i landbruget, men tillige fx markled), desuden papirklip og -flettekunst, madskikke, sagn og andre folkelige overleveringer. Hertil kan tillige regnes kalender og festdage med videre.[8]

Den snævre betydning af begrebet anvendes ofte i en historisk kontekst og betegnes i så fald som Dansk Kulturarv. I debatten har nogle eksperter anført, at dansk kunst kan omfatte både kunst skabt af danskfødte og kunst skabt inden for det danske rige, som er skabt af tilflyttere.
Som manifeste symboler for en særlig dansk kultur nævnes ofte det fælles sprog og en fælles religion, udtrykt gennem folkekirken. I denne henseende er forudsætningerne for "den danske kultur" som en enhedskultur Indfødsretloven i 1776, afståelsen af Norge i 1814 og Slesvig-Holsten i 1864. Med disse tre begivenheder var der skabt et grundlag for en nationalfølelse gennem et statsborgerskab og de "fremmede" kulturer havde ikke længere direkte indflydelse på udviklingen af dansk kultur. Den heraf fødte kultur
forståelse blev sammenfattet i sloganet Hvad udad tabes, skal indad vindes.

### Koblinger mellemdanskogkultur
Interessen for dansk kultur og tolkninger af dens betydning for forestillingen om "det særligt danske" har udmøntet sig i flere større forskningsprojekter om dansk national identitet. Det anvendes næsten synonymt med de andre begreber, der angiver en tilsvarende kobling, den kollektive erindring eller danskhed.
Teoretisk er der en række forskellige indfaldsvinkler til kulturbegrebet. Positivismen anerkender kun empiriske data som indikatorer for begrebet kultur, mens konstruktivismen anser alt, hvad det er italesat som kultur, som symbolske manifestationer for en kulturafgrænsning. Geert Hofstede har introduceret et komplekst kulturbegreb, hvor følgende dimensioner indgår:
- Individualisme/kollektivisme
- Maskulinitet/femininitet
- Struktureringsbehov
- Magtdistance
- Langsigtet/kortsigtet orientering[14]

## Dansk kultur som kulturarv
DRs Kulturarvsprojekt er et forsøg på at indkredse den danske kulturarv. Et andet tilsvarende projekt er kulturkanonen, som ligeledes har som formål at finde frem til det "særligt danske". De intellektuelle i Danmark var efter den franske revolution optaget af at definere folket og nationen. Denne nationalfølelse blev styrket under og efter krigene i 1800-tallet, hvor blandt andre N.F.S. Grundtvig blev kendt for sine hyldester af det danske folk som kulturbærende.
Kulturarven består dels i artefakterne, dels i mindekulturen. De overleverede artefakter er typisk bevarede på museer, hvor de udgør kilder til fortidens kultur. Brugen af de overleverede artefakter, mindekulturen og overleverede fortællinger i form af myter betegnes ofte som historiebrug. Monumenter, helligdage og mindefester er stærke symboler, der understøtter nutidens anvendelse af kulturarven, ofte med henblik på at fremme den aktuelle sociale struktur. Maurice Halbwachs var blandt de første, der analyserede erindringernes sociale strukturer. Denne indfaldsvinkel betegnes som den kollektive erindring Denne erindring om den særlige (danske) kultur er ikke sammenfaldende med den historiske forskning, men et udtryk for den selektion af betydninger, som er alment accepterede af befolkningen.

## Dansk kultur som dannelsesprojekt
Kulturarven er en overlevering, som formidles til nye generationer gennem offentlige institutioner (skoler, museer etc.) med et formål, der i større eller mindre grad handler om dannelse. Der er både tale om at fremhæve det særlige ved den danske kultur og at afgrænse "det fremmede" fra denne kultur.

### Fra kristen opdragelse til national dannelse
Oplysningstiden danner indledning til en ny åndshistorisk epoke i Europa, herunder Danmark. Oplysningstiden bragte mere oplysning til samfundet, hvilket var en alvorlig udfordring for det gamle kulturgrundlag, nemlig kristendommen. Oplysningstidens tænkere gjorde ikke kun oplysning, men også dannelse til et kernebegreb i deres antropologi. Det danske rige blev i særlig grad præget af den tyske teoriudvikling, hvor Rousseaus tanker var inspirationskilde for de tyske dannelsesteoretikere. Bildung blev det centrale ord i den tyske dannelsesteori og fra 1750’erne begyndte ordet Bildung at blive brugt i forbindelse med oplysningstidens pædagogiske tanker. Bildung havde oprindelig en religiøs baggrund, hvis betydning refererer til den kristne mystiks Imago Dei, det vil sige Guds billede. Imago Dei fik en ny betydning, eftersom menneskets bestemmelse nu bliver at fuldkommengøre et guddommeligt anlæg. Om dette guddommelige anlæg bruger Herder begrebet humanitet. Mennesket skal dannes, ikke længere i Guds, men i sit eget og menneskehedens billede. Denne transformation betyder, at et religiøst paradoks skiftes ud med et pædagogisk. Det religiøse paradoks havde rejst spørgsmålet: Hvordan kan mennesket både være Guds billede og samtidig stræbe efter at virkeliggøre det, man allerede er? (Imitatio Christi). Det pædagogiske paradoks rejste et tilsvarende spørgsmål: Hvordan opdrage til myndighed, når opdragelse er at være underlagt en andens myndighed, og myndighed samtidig er det enkelte menneskes egen frembringelsen? Op til 1800-tallet foregik uddannelse forenklet sagt således, at ’lærerstanden’ (gejstligheden) fik deres uddannelse ved latinskoler og Københavns Universitet. ’Regeringstanden’ (aristokratiet) fik deres uddannelse ved akademierne i Herlufsholm og Sorø, mens ’husstanden’ (folket) fik den nødvendige samfundsetiske opdragelse i kirken. Det ny skolesystem i starten af 1800-tallet byggede på tre skolesystemer: Almueskoler, borgerskoler og lærde skoler, inklusiv universitetet. Almueskoler var for bønder og for almuen i købstæderne. Borgerskoler var for handelsmænd og lavere funktionærer og lærde skoler var for videnskabsmænd og embedsmænd. Det vil sige, at almueskolen overtog kirkens funktion. I lov om almueskolen i 1814 fremgik det, at skolen skulle danne børnenes ”til gode og retskafne mennesker, i overensstemmelse med den evangelisk-christelige lære” samt ”bidrage dem de kundskaber og færdigheder, der er dem nødvendige for at blive nyttige borgere i staten.” Børnene skulle med andre ord dannes som ’kristne’ og som ’borgere’. I Grundtvigs første egentlig politiske skrift Politiske Betragtninger med Blik paa Danmark og Holsteen fra 1831, slår han til lyd for en ny type højskole, kaldet folkehøjskolen. Grundtvig ønskede en højskole, fordi der var behov for en ny form for dannelse. I sit politiske skrift påpegede Grundtvig behovet for at dygtiggøre folk politisk. Grundtvig forudså, at skolen blev samfundets centrum, - ”at fremme skolen bliver det vigtigste Stats-Anliggende, da Statens Vee og Vel nu og herefter beroer derpaa”. I modsætning til læren i almueskolerne mente Grundtvig, at kristendommen ikke kunne holde sammen på staten. Religion skulle være en fri sag, og derfor burde kristendommen ikke indgå som kernen i skolens fagrække. Med enevældens fald i 1848 og med Grundloven 1849 blev forsamlingsfrihed og talefrihed grundlovssikrede rettigheder. Trods Grundtvigs og Søren Kierkegaards mistillid til, at almuen kunne styre landet, var de overbeviste om, at folkestyret stod for døren og en forudsætning for en heldig overgang til folkestyret var, at pøblen blev omskabt til et folk ved hjælp af folkeoplysning.

### Folket, nationen og demokratiet
Når digteren H.P. Holst med ordene For hvert et tab igen erstatning findes; hvad udad tabtes, det må indad vindes var medvirkende til at skabe den småstatsideologi, som dansk kultur i den følgende periode hvilede på, var det et forsøg på at overvinde nederlaget i 2. slesvigske krig. Grundloven, Andelsbevægelsen og det mangfoldige foreningsliv blev i forlængelse heraf symboler på det lille lands særlige kultur. Indtil nederlaget i 1864 havde en lille elite været bærere af forestillingen om en særlig dansk nationalkarakter, men efter tabet af hertugdømmerne blev denne danskhed udbredt til alle samfundsklasser og alle egne af kongeriget.
Frem til omkring 1940 var det en udbredt forestilling, at 'folket' og 'nationen' havde eksisteret i en eller anden form siden tidernes morgen. Besættelsestiden i Danmark under 2. Verdenskrig kunne tokles som en bekræftelse på, at det danske folkestyre og de forbundne folkelige værdier havde modstået fem års nazistisk besættelse, hvor den dominerende selvforståelse af samarbejdspolitikken under krigen var en bevidst og målrettet samling om det folkelige og nationale. Samarbejdspolitikken og den danske modstandsbevægelses kamp blev sammenflettet til en fortælling om, at det danske folk aldrig åndeligt bøjede sig for nazismen. Denne grundfortælling er senere blevet problematiseret i et forskningsprojekt, hvor der sættes fokus på den kollektive erindring om besættelsen.
Selv om begrebet "folk" i Danmark ikke kom i miskredit efter krigen på samme måde som i Tyskland, der havde anvendt begreberne "folk" og "nation "i forbindelse med deres raceteori, skete der en vis nedkøling af begrebernes følelsesmæssige konnotationer. Endvidere blev det almindeligt at skifte "folk" ud med "befolkning", hvor det i 1960'erne var en almen tendens, at "folk" gled i baggrunden i den pædagogiske teori og retorik. "Folket" bliver i stor udstrækning synonymt med "befolkning".
Erfaringerne med nazismen satte sig dybe spor i efterkrigstidens debat om begreberne "nation" og "demokrati". Brugen af begrebet "national" blev nedtonet. Indtil 2. Verdenskrig blev der i folkeskolen og folkehøjskolen talt om "nationalitet" og stort set ikke om "demokrati". Men efter krigen blev programmet delvist nyformuleret. Ordet "national" blev i stor udstrækning erstattet med "demokrati". Det folkelige blev positivt forbundet med demokrati, mens det nationale blev negativt præget af ordet nationalisme, som langt størstedelen på dette tidspunkt tog skarpt afstand fra. Demokrati blev noget, der udviklede sig til også at omfatte det økonomiske, sociale og kulturelle område. Desuden fik direkte demokrati en større betydning i den politiske proces efter 2. Verdenskrig. Med grundloven af 1953 blev der med §42 givet mulighed for, at en tredjedel af Folketingets medlemmer med visse begrænsninger kan begære folkeafstemning om et lovforslag. Også i forbindelse med afgivelse af suverænitet, hvilket Folkeafstemningen om retsforbeholdet i år 2015 er et eksempel på.

### Erindringskultur
Erindringskultur er et begreb inden for kulturen, der beskæftiger sig med, hvordan menigmands historiebrug, der gør sig gældende i en hverdagssammenhæng udvikles til fælles erindringer. Sociale grupper, så som familier, religiøse grupper og samfundsklasser, udgør erindringens rammer. Erindringsfællesskabet forener således en gruppe mennesker, der har en ensartet forestilling om en fælles historie og en fælles kulturarv.
Som udgangspunkt er erindringer videregivet individuelt, men transformeres til den fælles (kollektive) bevidsthed gennem medier og institutioner, hvorved nogle detaljer udelades, mens de bevarede instrumentaliseres for at understøtte aktuelle strategiske mål. Den franske sociolog Maurice Halbwachs, som er en autoritet inden for social erindringskultur, angiver at fortiden genkaldes gennem brugen af ord i den kommunikative vekselvirkning med gruppen. Den kollektive erindring overlever typisk en periode på ca. 80-100 år, hvorefter erindringen glemmes af gruppen, såfremt den ikke vedligeholdes gennem dagligdags kommunikative midler. For at fastholde erindringen må den konstrueres, institutionaliseres og opretholdes af "specialister". Dette fænomen ses inden for folkekirken, hvor præsteskabet står for fortællinger, ceremonier og ritualer, hvilket spiller en afgørende rolle i skriftløse folks kulturelle erindring om hændelser, der går 2000 år tilbage i tid. Danmark i lighed med mange andre nationer anvender monumenter i konstruktionen af en national hukommelse af storhed og triumfer, der således bliver en national fortælling. Det er dog sjældent, at staten iværksætter mindesteder for de mennesker, som er undertrykte. Disse mindesmærker skabes i reglen af privatpersoner og interesseorganisationer. Et eksempel på erindringsmonument er Frihedsstøtten, der er opført i København vedrørende mindet om stavnsbåndets ophævelse ved landboreformerne fra 1788.

#### Erindringspolitik
Erindringspolitik er bevidste politiske forsøg på det at opretholde og videreføre et bestemt erindringsfællesskab. Argumentet kan være, at der gennem disse initiativer udvikles et dannelsesprojekt for at hindre, at historien glemmes af de yngre medlemmer af fællesskabet. Blandt andre temaer kan værdikampen og kanonen analyseres unde denne synsvinkel. Som forskningsfelt er erindringspolitikken tæt knyttet til begrebet historiebevidsthed. Hvis en aktør bruger henvisninger til et konkret historisk forløb som argument for sine nutidige handlinger, positionerer denne aktør sig i forhold til den kollektive erindring og er således en medskaber af historiekulturen. I temaer som integration og inklusion indgår erindringspolitikken, idet den medvirker til at afgrænse det rum, som de "ekskluderede" (fx etniske minoriteter) skal indføres i. I et af de mest omfattende forskningsprojekter om integration af indvandrere i det danske samfund understreges det blandt andet, at forståelse for dansk kultur fremmer integrationen.
"Det er derfor vigtigt, at vi i Danmark, i langt højere grad, end tilfældet er i dag, gør opmærksom på, hvilke grundlæggende værdier det danske samfund bygger på og oplyser om dansk kultur og levevis, samt om, hvilke normer og uskrevne regler vi har i Danmark."
I et andet forskningsprojekt påpeges, at manglende kendskab til dansk kultur er en af de største hindringer for en vellykket integrationsproces, især på arbejdsmarkedet.
En væsentlig forudsætning for at føre erindringspolitik er, at der kan skabes en operationel definition af dansk kultur. At dette er muligt betvivler blandt andet kultursociologen Anne Knudsen:
"For det første eksisterer der ikke nogen autoritet, noget råd eller nævn, noget museum eller nogen anden instans, som vil kunne afgøre, hvilken af alle de mange forskellige kulturelle praksisformer, der er bedst i overensstemmelse med den rigtigt ægte, danske kulturtradition. De forskellige udgaver af traditionen er alle sammen lige ægte, lige rigtige. For det andet er kulturel praktiseren altid, selv når deltagerne i egen bevidsthed reproducerer traditionen, et spørgsmål om forhandling, om valgmuligheder, om beslutninger. Man vælger ikke fuldkommen frit, men man vælger altid."

## Fra enevælde til folkestyre
Det danske kongedømme har en lang historie forud for enevældet, mens den kongelige enevælde herskede i perioden 1660 til 1848, hvorefter en delvis nationalliberal regering blev dannet. Den nye regering indførte i 1848 ministerialsystemet, hvor der blev dannet 7 ministerier, dog under kongeligt styre. Indtil 1901 valgte kongen sine ministre principielt frit, herunder valgte kongen en fjerdedel af den grundlovgivende forsamling i 1848. I forbindelse med revisionen af Grundloven i 1866 valgte kongen 12 ud af 66 medlemmer til landstinget. Bøndernes uddannelsesniveau blev hævet af den voksende højskolebevægelse og det var først efter revisionen af Grundloven i 1866, at bønderne for alvor blev bevidste om deres modsætningsforhold til godsejerne. I 1870’erne udspillede der sig en styrkeprøve mellem den godsejer- og embedsmandsprægede regering og gårdmændenes Venstre, der blev dannet i 1870. Godsejerne, statsembedsmændene, officererne, borgerskabet samt en del af håndværkerne og arbejderne sluttede i vid udstrækning op om Højre. Kampen om parlamentarisme kom til at vare frem til 1901, hvor den første Venstre-regering blev dannet. Efter 1901 blev politiske kriterier mere betydningsfulde for udvælgelsen af ministre, fordi ministrene nu ikke længere var kongelige, men folkelige. Den 3. april 1901 var første gang, hvor vælgerne ved valg til Rigsdagen afgav deres stemme hemmeligt i en valgboks. Kvinder fik dog først valgret til Rigsdagen i 1915. Parlamentarismen blev dog først endeligt anerkendt af kongemagten efter 1940, hvor kong Christian X gav statsminister Stauning en mundtlig håndfæstning på det parlamentariske princip.

## Nationale symboler
Nationale identiteter skabes på baggrund af fælles værdinormer, adfærdsmønstre og traditioner. En vigtig rolle for udvikling af national identitet spiller symboler på samhørighed og fælles oprindeligelsesmyter. Folket bliver således bevidst om, hvad man er gennem erkendelsen - og hvad man ikke er. De nationale identiteter bliver således både inkluderende og ekskluderende.

### Dannebrog
Sagnet om det danske flag, Dannebrog, er fremstillet i to historieværker fra 1520'erne skrevet af henholdsvis Christiern Pedersen og Peder Olsen. I Christiern Pedersens fremstilling omtales det, at Dannebrog faldt ned fra himlen under et slag ved Fellin i Sakkala i det centrale Estland i 1208, mens Peder Olsen daterede slaget 1219. Omkring år 1600 fulgte Arild Huitfeld i sit store værk om Danmarks historie Peder Olsens datering om det himmelfaldne flag ved Lyndanise den 15. juni 1219, der betød det afgørende gennembrud for dansk herredømme i Estland. Arild Huitfeldts værk er siden blevet grundlaget for historieskrivning om, at Dannebrog faldt ned fra himlen den 15. juni 1219. Uagtet dato for det himmelfaldne flag med det hvide kors på rød bund, er der tale om et flag, der blev anvendt i korstog i Østersøområdet i begyndelsen af 1200-tallet. Samme flag blev dog også ført af middelalderens tyske kejsere fra 1194 samt af Johanniterordenen (Malteserkorset).

Det er ikke tilladt at flage med andre nationalflag end det danske uden tilladelse fra politiet. Undtaget fra reglen er, at det er tilladt at flage med det grønlandske flag, det færøske flag, de nordiske landes flag, FN-flaget og EU-flaget uden tilladelse fra politiet. Der eksisterer ingen lovgivning om privates brug af det firkantede stutflag og private er ikke forpligtet til at flage på de officielle flagdage. Udover firkantede stutflag findes blandt andet splitflaget, der som hovedregel er forbeholdt statslige myndigheder, som har pligt til at flage på officielle flagdage med splitflag fra deres bygninger.

## Kunst og lignende

### Arkitektur
Danmark har et stort antal kirker der er opført i forskellige middelalderlig stilarter. Kun et mindre antal sekulære bygninger stammer tilbage fra middelalderen.
I renæssancen er Christian 4. den helt store bygherre, og han opfører bl.a. Rundetårn, Rosenborg Slot og Børsen og han rev store dele af Frederiksborg Slot (som hans far Frederik 2. havde bygget) ned for selv at realisere sine planer. I barokken blev bl.a. Charlottenborg og herregården Nysø opført. Vor Frelser Kirke blev bygget i rokokostil i 1700-tallet.
Den absolut mest berømte danske arkitekt, Jørn Utzon (1918-2008), der tegnede Operahuset i Sydney, har også tegnet adskillige berømte bygninger i hjemlandet, heriblandt Romerhusene, Svaneke Vandtårn og Bagsværd Kirke. Arne Jacobsen er en anden berømmet arkitekt, som bl.a. har tegnet Danmarks Nationalbank, Bellevue Teatret, Søllerød Rådhus, Aarhus Rådhus (sammen med Erik Møller) og Radisson Blu Royal Hotel.
I moderne tid er arkitekter som Henning Larsen og Bjarke Ingels gjort sig internationalt bemærket med store og roste projekter i både ind og udland. Stor danske broprojekter som Storebæltsbroen og Øresundsbroen har også fået international opmærksomhed.

### Billedkunst
Den danske billedkunst blev til gennem en udvikling over tid, hvor det trin var en sondring mellem danske og ikkedanske kunstnere, derefter kom
interessen for danske motiver og i løbet af 1800-tallet udviklede kunstnerne en særlig dansk stil, hvorpå der blev skabt en bred dansk kunstoffentlighed. Den særlige danske stil kaldes for guldaldermaleri, men det var først i 1960'erne, at man begyndte at anvende betegnelsen dansk guldalder om
1800-tallets kunst. Den tidligere direktør for Statens Museum for Kunst, N.L. Høyen (1798-1870), formulerede et program for dansk maleris bidrag til opbyggelse af den nationale selvbevidsthed og søgte aktivt at styre malerne i deres opfattelse af den danske natur. Høyen og hans kollega sørgede for i 1839, at publikum fik gratis adgang til kunstmuseet ved at de afslog halvdelen af deres løn. De mente, at det var formålsløst at gøre billedkunsten national, hvis ikke den også blev gjort tilgængelig for folket. Formålet med 1800-tallets malerier var, at skabe identitetsskabende billeder, hvor danskerne var redelige, fornuftige og flittige, mens forestillingen om orientaleren var, at han var upålidelig, grusom, liderlig og doven. Desuden var formålet, at fastholde en magtposition ved at fremstille den orientalske verden, der gav indtryk af, at danskerne havde kontrol og herredømme over de fremmede. Billedkunsten i denne periode gik i retning af, at fædrelandskærlighed i slutningen af 1700-tallet betød loyalitet over for riget og kongen, mens det i løbet af 1800-tallet signalerede loyalitet over for nationen og folket.

## Udøvende kunst

### Sang
Johannes Ewald (1743-1781) var forfatteren til den danske royale nationalmelodi "Kong Christian stod ved højen Mast" fra 1779. Ewald var barn af oplysningstiden, og i hans kongesang er det den enevældige konge, der er centrum i teksten, hvorimod det i Oehlenschlägers nationalromantiske fædrelandssang, "Der er et Yndigt Land" (1819) er nationalstaten, der er omdrejningspunktet.
Adam Oehlenschläger (1779-1850) skrev den danske nationalmelodi "Der er et Yndigt Land" i 1819. Sangen er et eksempel på den voksende nationale identitetsforståelse i den nationalromantiske digtning i en tid hvor der var økonomisk og moralsk sammenbrud i Danmark. Sangen beskrivelser den danske natur og historie.
Senere i kølvandet på oplysningstiden udkom Højskolesangbogen første gang i år 1894, hvor den 18. udg. indeholder 572 sange, hvor Grundtvig er repræsenteret med 86 sange og salmer.

### Musik
De første kendte komponister fra Danmark var tyskere, C.E.F. Weyse og Friedrich Kuhlau fra slutningen af 1700-tallet og frem. Sammen med B.S. Ingemann og J.P.E. Hartmann blev Niels W. Gade toneangivende i dansk musik i 1800-tallet.
Carl Nielsen fra starten af 1900-tallet er den eneste internationalt kendte danske, klassiske komponist.
I midten af det 20. århundrede gjorde Bent Fabricius-Bjerre og Jørgen Ingmann sig bemærkede internationalt. Af nyere dansk musik kendt nationalt eller internationalt kan nævnes: Agnes Obel, Alphabeat, Anne Linnet, Aqua, D-A-D, Fallulah, Infernal, Junior Senior, Medina, Nik & Jay, Oh Land, Kashmir, Mew, Michael Learns To Rock, Nephew, Outlandish, Rasmus Seebach, Safri Duo, Saybia, Shu-bi-dua, S.O.A.P., Trentemøller, The Raveonettes, tv·2, VETO, Volbeat og nationalskjalden Kim Larsen.

### Teater
Det Kongelige Teater blev opført i år 1748 på Kongens Nytorv, bygget som kongens teater med offentlig adgang for alle byens borgere. Gradvist i løbet af de følgende årtier etablerede Det Kongelige Teater sig med fire kunstarter - ballet, skuespil, opera og Det Kongelige Kapel. Ældst er balletskolen, der blev oprettet på teatret i 1771. To år senere oprettedes et syngeakademi som en forløber for operaakademiet. Frederik VI (1768–1839) var konge af Danmark 1808-1839 og af Norge 1808-1814, blev i sin tid som konge den øverste administrerende chef for Det Kongelige Teater. Det var dette teater, der blev det sociale og kunstneriske omdrejningspunkt for hele Guldalderens galleri af geniale kunstnere, herunder H.C. Andersens ambitioner. Efter det politiske systemskifte i 1849 overtog Staten driften med det formål, at teatret skulle være for hele nationen samtidig med, at teatret havde mistet sit monopol på teaterdrift. Nye folkelige scener blev således etablerede i hastig rækkefølge.

### Film
Den første filmforevisning i Danmark fandt sted i 1896 og de første biografer begynder at dukke op fra 1904.
Dansk film har været med siden den allerførste stumfilm. Asta Nielsen var den første store danske skuespiller i stumfilmsdagene. Nordisk Film blev grundlagt i 1906. I Mellemkrigstiden blev præget af store skuespiltalenterne Liva Weel, Ib Schønberg og Poul Reichhardt. Fra Mellemkrigstiden kendes også film af Carl Th. Dreyer, hvis film især beskæftiger sig med religiøse spørgsmål og den menneskelige psyke. Efter krigen blev især Morten Korch-genren og Far til Fire-filmene populære. Erik Balling kom til at præge 70´erne med Olsen Banden-filmene og Lise Nørgaards Matador.
I 90´erne blev Lars von Trier for alvor berømt med en række film og omkring århundredeskiftet skulle Dogme-skolen komme til at gøre dansk film verdensberømt og indlede en periode med utroligt stort fokus på dansk film.
Store nulevende filmpersonligheder i Danmark indbefatter: Mads Mikkelsen, Iben Hjejle, Connie Nielsen, Jesper Christensen, Brigitte Nielsen, Sven-Ole Thorsen og Viggo Mortensen, Af nulevende instruktører kan nævnes: Lars von Trier, Bille August, Thomas Vinterberg, Lone Scherfig, Susanne Bier og Ole Bornedal.

## Håndværk og design
Dansk håndværk og design er bl.a. i møbelproduktionen indgået i et samarbejde, der nævnes som et eksempel på en særlig dansk kulturarv:
"...kombinationen af designerens kreativitet, håndens kunnen, materialerne, værktøjet og maskinernes teknologiske formåen er forudsætningen for de eksperimenter og den grænseoverskridende fornyelse, der gennem årtier har kendetegnet dansk design og møbelhåndværk." 
Der findes flere håndværksmuseer i Danmark, bl.a. Museum Østjylland - Håndværksmuseet, Randers, hvor der også er arbejdende værksteder.

## Madkultur
Den danske madkultur, også kendt som Det danske køkken omfatter bl.a. mad, madlavning og kogekunst i Danmark. Grundlaget for maden er de fødevarer, der lader sig fange, samle eller dyrke i landet. Naturlige og klimatiske forhold i Danmark giver disse levnedsmider deres præg. Desuden påvirkes madlavningen af den landbrugmæssige, samfundsmæssige og tekniske udvikling, hvilket har betydet, at faglitteraturen skelner mellem historisk og nutidig madkultur.
Retter, der nævnes som særligt karakteristiske for dansk madkultur er stegt and, gås eller flæskesteg med æbler, svesker, brunede kartofler, rødkål og brun sauce, smørrebrød, wienerbrød og kransekage. Køkkenteknologien har gennemgået en voldsom udvikling siden 2. verdenskrig og sammen med inspiration fra fremmede madkulturer givet et mere nuanceret billede af danskernes spisevaner.
I slutningen af det 20. århundrede bredte interessen for den danske madkulturs baggrund og udvikling sig blandt kokkene med Søren Gericke og Claus Meyer som nogle af fortalerne for at genfinde madkulturens rødder. Gastronomer har benyttet begrebet Det nye nordiske køkken om bestræbelserne på at genskabe madkulturen i de nordiske lande og således sat det danske køkken i en nordisk ramme.
Denne satsning har givet succes for restaurationsbranchen, hvor danske restauranter i de seneste 20 år har modtaget en række hæderspriser. Restaurant Noma fik to stjerner i Michelinguiden og vandt i 2010 Restaurant Magazines pris som verdens bedste. Det var første gang, en dansk restaurant opnåede den hæder, og Noma genvandt titlen i 2011, 2012 og 2014, mens det blev en andenplads i 2013. Restaurant Geranium modtog den 24. februar 2016 tre michelinstjerner som den første danske restaurant nogensinde.

## Kendte danske kulturpersoner
- Fysikerne Niels Bohr og Hans Christian Ørsted
- Astronomerne Tycho Brahe og Ole Rømer
- Fodboldspillerne Michael Laudrup, Allan Simonsen, Preben Elkjær og Peter Schmeichel
- Komponisten Carl Nielsen
- Maleren P.S. Krøyer
- Digteren Johannes V. Jensen
- Designeren Georg Jensen
- Arkitekten Jørn Utzon
- Møbeldesigneren Arne Jacobsen
- Supermodellen og fotografen Helena Christensen
- Entertaineren og pianisten Victor Borge
- Trommeslager for Metallica Lars Ulrich
- Racerkører Tom Kristensen
- Bokser Mikkel Kessler

## Supplerende litteratur
- Artke, Axel (2018): Dansk kultur i korte træk, ISBN 978-87-91107-09-2.
- Artke, Axel (2022): Dansk kultur fra istid til nutid, ISBN 978-87-91107-16-0.
- Jenkins, Richard (2011): Being Danish: Paradoxes of identity in everyday life, ISBN 978-87-635-2603-6.
- Jensen, Bernard Eric (2008): Kulturarv - et identitetspolitisk konfliktfelt, Gads Forlag, ISBN 978-87-12-04382-9.

## Noteapparat